# Commission exécutive grecque de 1826
Exécutif grec de 1824 Comité anti-gouvernemental (el)
La Commission exécutive grecque de 1826 (en grec moderne : Διοικητική Επιτροπή της Ελλάδος) est l'organe gouvernemental qui prend en charge la gestion des affaires militaires et politiques de la Grèce, d'avril 1826 à mars 1827, conformément à la résolution de la Troisième Assemblée nationale grecque : 

« Dans les circonstances les plus funestes où la patrie se soit jamais trouvée depuis le début de cette lutte sainte, alors que l'ennemi, armé contre nous sur terre et sur mer, encercle la Grèce et allume partout la terrible flamme de l'extermination, alors que Missolonghi, la grande place forte de la patrie et la bonne espérance des Grecs, est tombée, alors que les caisses vides du Trésor peinent à subvenir aux besoins de la défense de la patrie, dans cet embarras général, la Commission exécutive de la Grèce, assume l'administration qui lui a été confiée par la résolution VIII de la Troisième Assemblée nationale. »

## Composition
La Commission exécutive élue le 14 avril est composée de :
- Président : Andréas Zaïmis
- Secrétaire général : Konstantínos Zográfos
- Membres :
  - Représentants du Péloponnèse :
    - Pétros Mavromichális
    - Anagnóstis Deligiánnis
    - Geórgios Sisínis

  - Représentants de la Grèce-Centrale :
    - Spirídon Trikoúpis de Missolonghi
    - Andréas Ískos (el), n'ayant pas pris ses fonctions, remplacé en août par K. Zotos, de Lamia[2]
    - Ioánnis Vláchos, d'Athènes[2]

  - Représentants des îles nautiques :
    - Lázaros Koundouriótis (Hydra), finalement remplacé le lendemain par Dimítrios Tsamadós
    - Andréas Anargírou (Spétses)
    - Anagnóstis Monarchídis (Psará)

  - Représentant des îles Égéennes :
    - Panagiótis Dimitrakópoulos (el)